# Лав Толстој
Лав Николајевич Толстој (рус. Лев Николаевич Толстой; Јасна Пољана, 9. септембар 1828 — Астапово, 20. новембар 1910) био је гроф, руски писац сврстан у највеће руске реалисте тога доба. Познат по своја два највећа дела, Ана Карењина и Рат и мир, која осликавају дубоку, психолошку и друштвену позадину Русије и њеног друштва у 19. веку.
Био је есејиста, познати борац за права радника, драматург, критичар и морални филозоф, а поред свега пацифиста и левичар. Својим напредним идејама о ненасилном отпору је утицао на личности, које су се појавиле касније, међу којима су најпознатије Мартин Лутер Кинг и Ганди. Према гласању 125 познатих свјетских аутора Толстојеве књиге уврштене су у највеће књиге свих времена.

## Биографија
Толстој је рођен у Јасној Пољани, породичном имању 12 km (7,5 mi) јужно од Туле, и 200 km (120 mi) јужно од Москве. Толстоји су добро позната фамилија старог руског племства, чији су преци познати још од племића по имену Индрис из Литванског царства у 1353; прецизније, он је запамћен по узвику „из земље Цезара, од Германа“ кад је за Русе таква генерална формула означавала све типове странаца. Он је био четврто од петоро деце грофа Николаја Илича Толстоја, ветерана Домовинског рата из 1812, и грофице Марије Толстој (рођена кнегиња Волконскаја). Толстојеви родитељи су умрли кад је он био веома млад, тако да су њега и његову браћу и сестре одгајили рођаци. Године 1844, он је почео да студира право и оријенталне језике на Казанском универзитету. Његови учитељи су га описали са „неспособан и невољан да учи“. Толстој је напустио универзитет усред својих студија, вратио се у Јасну Пољану и затим провео највећи део свог времена у Москви и Санкт Петербургу. Године 1851, након што је накупио тешке коцкарске дугове, он је отишао са својим старијим братом на Кавказ и приступио армији. У то време је почео да пише.
Његов преображај из аутора раскалашног и привилегованог друштва у ненасилног и духовног анархисту његовог каснијег доба је узрокован његовим искуствима у војсци. Томе су такође допринела и два путовања по Европи 1857. и 1860-61. Други који су следили истим путем су Александар Херцен, Михаил Бакуњин и Петар Кропоткин. Током своје посете из 1857. године, Толстој је присуствовао јавном погубљењу у Паризу, што је било трауматично искуство које је обележило остатак његовог живота. Он написао у писму свом пријатељу Василију Боткину: „Истина је да је држава завера намењена не само експлоатацији, него пре свега да корумпира своје грађане ... Од сада, никада нећу служити било којој влади било где.“ Толстојев концепт ненасиља или Ахимса је био ојачан након што је прочитао немачку верзију Тирукурала. Он је касније допринео усађивању тог концепта код Махатме Ганди путем свог Писма индусу кад је млади Ганди кореспондирао с њим тражећи савет.
Његово европско путовање током 1860–61 обликовало је његов политички и књижевни развој. Имао је прилику да се сретне са Виктором Игом, чије литерарне таленте је Толстој величао након читања Игове тек завршене Les Misérables. Сличне евокације сцена битки у Иговој новели и Толстојевом Рату и миру индицирају тај утицај. На Толстојеву политичку филозофију је исто тако утицала његова посета француском анархисти Пјеру Жозефу Прудону из марта 1861, који је у то време живео у егзилу у под лажним именом у Бриселу. Осим прегледа Продонове предстојеће публикације, La Guerre et la Paix (Рат и мир на француском), чији наслов је Толстој позајмио за своје ремек-дело, њих двојица су дискутовали о образовању, као што је Толстој написао у својем образовним записима: „Ако спомињем овај разговор с Прудоном, то је да бих показао да је у мом личном искуству он био једини човек који је разумео значај образовања и штампе у наше време.
Испуњен ентузијазмом, Толстој се вратио у Јасну Пољану и основао 13 школа за децу руских сељака, који су управо били еманциповани од кметства 1861. Толстој је описао школске принципе у свом есеју из 1862. године „Школа у Јасној Пољани“. Толстојеви образовни експерименти су били кратког века, делом због узнемиравања од стране царске тајне полиције. Међутим, као директна претеча А. С. Ниловог Самерхила, школа у Јаној Пољани се може оправдано сматрати првим примером кохерентне теорије демократског образовања.

## Лични живот
Дана 23. септембра 1862, Толстој је оженио Софију Андреевну Берс, пореклом Немицу, која је била 16 година млађа од њега и ћерка угледног дворског лекара Андреја Берса, a праунука грофа Петра Завадовског, првог министра образовања у царској Русији. Фамилија и пријатељи су је звали Соња, што је руски деминутив имена Софија. Они су имали 13 деце, од којих је осам преживело детињство.
- Гроф Сергеј Лавович Толстој (10. јул 1863 – 23. децембар 1947), композитор и етномузиколог
- Грофица Татјана Лавовна Толстој (4. октобар 1864 – 21. септембар 1950), супруга Михајла Сергевича Сухотина
- Гроф Илија Лавович Толстој (22. мај 1866 – 11. децембар 1933), писац
- Гроф Лав Лавович Толстој (1. јун 1869 – 18. октобар 1945), писац и вајар
- Грофица Марија Лавовна Толстој (1871–1906), супруга Николаја Леонидовича Оболенског
- Гроф Петер Лавович Толстој (1872–1873), умро у детињству
- Гроф Николај Лавович Толстој (1874–1875), умро у детињству
- Грофица Варвара Лавовна Толстој (1875–1875), умрла у детињству
- Гроф Андреј Лавович Толстој (1877–1916), служио у Руско-јапанском рату
- Гроф Михаел Лавович Толстој (1879–1944)
- Гроф Алексеј Лавович Толстој (1881–1886), умро у детињству
- Грофица Александра Лавовна Толстој (18. јул 1884 – 26. септембар 1979)
- Гроф Иван Лавович Толстој (1888–1895), умро у детињству

Брак је од самог почетка био обележен сексуалном страшћу и емоционалном неосетљивошћу имајући у виду да је Толстој, непосредно уочи њиховог брака, дао Софији своје дневнике с детаљима његове екстензивне сексуалне прошлости и чињеницом да му је једна кметкиња на његовом имању родила сина. Упркос томе, њихов рани брачни живот је био срећан и пружио је Толстоју много слободе и систем подршке да напише Рат и мир и Ану Карењину при чему је Соња радила као секретарица, едитор и финансијски менаџер. Соња је ручно преписивала његове епичке радове с времена на време. Толстој је настављао да уређује Рат и мир, и биле су му потребне чисте финалне верзије да се испоруче издавачу.
Међутим, њихов каснији заједнички живот је А. Н. Вилсон описао као један од најнесрећнијих у књижевној историји. Толстојев однос са супругом је погоршан, јер су његова веровања постајала све радикалнија. Он је желео да се одрекне свог наслеђеног и зарађеног богатства, укључујући одрицање од ауторских права над ранијим радовима.
Толстојева породица је напустила Русију након Руске револуције из 1905. и накнадног успостављања Совјетског Савеза, и стога његови потомци и родбина данас живе у Шведској, Немачкој, Уједињеном Краљевству, Француској и Сједињеним Државама. Међу њима је шведска певачица Викторија Толстој и шведски земљопоседник Кристофер Паус, Хереста.

## Новеле и фикција
Толстој је један од великана руске књижевности; његови радови обухватају романе Рат и мир и Ана Карењина и новеле као што су Хаџи Мурат и Смрт Ивана Иљича. Његови савременици су му одали висока признања. Фјодор Достојевски га је сматрао највећим од свих живих романописаца. Гистав Флобер, након читања и превођења Рата и мира, изјавио је: „Какав уметник и какав психолог!“ Антон Чехов, који је често посећивао Толстоја на његовом сеоском имању, написао је: „Када литература поседује Толстоја, лако је и пријатно бити писац; чак и када знате да нисте ништа постигли и још увек не остварујете ништа, то није тако страшно како би иначе било, јер Толстој постиже за све. Оно што он ради служи да оправда све наде и тежње уложене у књижевност.“ Британски песник и критичар из 19. века Матју Арнолд је сматрао да „Толстојев роман није уметничко дело, већ део живота“.
Каснији критичари и романописци настављају да величају Толстојеву уметност. Вирџинија Вулф га је прогласила „највећим романописцем од свих“. Џејмс Џојс је запазио: „Он никад није досадан, никад глуп, никад уморан, никад педантан, никад театралан!“ Томас Ман је писао о Толстојевој наизглед безгрешној уметности: „Ретко је уметност радила тако много попут природе.“ Такве ставове су делиле и јавне фигуре попут Пруста, Фокнера и Набокова. Набоков је имао високо мишљење о Смрти Ивана Иљича и Ани Карењиној; он је међутим преиспитивао репутацију Рата и мира, и оштро је критиковао Васкрсење и Кројцерову сонату.
Толстојеви најранији радови, аутобиографске новеле Детињство, Дечаштво и Младост (1852–1856), говоре о сину богатог земљопоседника и његовој спорој реализацији о постојању јаза између себе и његових сељака. Иако их је касније одбацио као сентименталне, они откривају знатан део Толстојевог живота. Они задржавају свој значај као примери универзалне приче о одрастању.
Толстој је служио као потпоручник у артиљеријском пуку током Кримског рата, што је описано у његовим Севастопољским причама. Његова искуства у бици помогла су у формирању његовог каснијег пацифизма и дала су му материјал за реалистичан опис страхота рата у његовом каснијем раду.
Његова фикција конзистентно покушава да реалистично прикаже руско друштво у којем је живео. Роман Козаци (1863) описује козачки живот и људе кроз причу о руском аристократи који је заљубљен у козачку девојку. Ана Карењина (1877) садржи паралелне приче о прељубној жени заробљеној конвенцијама и лажношћу друштва и филозофског земљопоседника (сличног Толстоју), који ради уз сељаке у пољима и покушава да реформише њихове животе. Толстој не само да је користио сопствена животна искуства већ и створио ликове по сопственом имиџу, као што су Пјер Безуков и принц Андреј у Рату и миру, Левин у Ани Карењиној и у извесној мери принц Нехлудов у Васкрсењу.
Рат и мир се генерално сматра једним од највећих романа икад написаних, изузетан по својој драматичној ширини и јединству. Његова огромна слика садржи 580 ликова, многи су историјски уз низ других фиктивних. Прича се креће од породичног живота до главног штаба Наполеона, од двора Александара I Павловича до бојних поља Аустерлица и Бородина. Толстојева оригинална идеја за роман је била да истражи узроке устанка декабриста, чиме се бави само у задњих неколико поглавља, из чега се може закључити да ће син Андреја Болконског постати један од декабриста. Роман истражује Толстојеву теорију историје, а посебно безначајност особа као што су Наполеон и Александар. Донекле је изненађујуће да Толстој није сматрао да је Рат и мир роман (нити је сматрао многа друга велика дела руске прозе тог времена романима). Такво гледиште постаје мање изненађујуће ако се има у виду да је Толстој био романописац реалистичке школе који је сматрао да је роман оквир за испитивање друштвених и политичких питања у животу деветнаестог века. Рат и мир (који је за Толстоја заправо еп у прози) стога се није квалификовао. Толстој је сматрао да је Ана Карењина била његов први роман.
Након Ане Карењине, Толстој се концентрисао на хришћанске теме, и његови каснији романи као што су Смрт Ивана Иљича (1886) и Шта треба урадити? развијају радикалну анархо-пацифистичку хришћанску филозофију, што је довело до његовог изопштења из Руске православне цркве 1901. године. Упркос свим похвалама које је добио за Ану Карењину и Рат и мир, Толстој је одбацио та два рада током свог каснијег живота као нешто што није истинска реалност.
У свом роману Васкрсење Толстој покушава да изложи неправду људских закона и лицемерје институционализоване цркве. Толстој исто тако истражује и објашњава економску филозофију Џорџизма, чији је предани заговарач постао при крају свог живота.

## Критике и прихваћеност
Енглеска књижевница Вирџинија Вулф тврди да је Толстој највећи романописац свих времена. И сам Џејмс Џојс је записао: “Он није никад досадан, нити глуп, никад уморан, педантан или театралан.“ Томас Ман је писао о Толстојевој безазлености: “Ријетко је радио као уметник, више као природњак.“ Велику репутацију су му донели дела Рат и мир, Ана Карењина.
Његов књижевни рад састојао се из покушаја напада на руско друштво, које је верно сликао, а и сам му је припадао. У делу Козак (1863) описује козачки живот и љубав једног аристократе, заљубљеног у сеоску девојку. Дело Ана Карењина (1877) има за тему живот узорне мајке и супруге у атмосфери лицемерја високог племства, која разбија окове и против правила започиње живот са човеком кога воли. На сасвим другој страни је лик Љевина, сеоског властелина, који је у потрази за вером у Свевишњег и филозофским мотивима за живот. Он живи и ради са сељацима, покушавајући да спроведе реформу њиховог постојећег стања.

## Толстој као педагог
Лав Николајевић Толстој познат је и као педагошки ентузијаста, највише познат по свом необичном раду у Јасној Пољани, којим позитивно утиче на нове педагошке концепције. Целокупан књижевни и педагошки рад посветио је разобличавању тешког друштвеног стања у Русији и указивао да се проблеми могу решити само мирним путем кроз просветитељски и васпитни рад.
Богата педагошка активност Толстоја може се поделити у три периода. Први период (1859—1862) обележава отварање школе у Јасној Пољани и покретање часописа Јасна Пољана, други период (1870—1876) односи се на његову издавачку педагошку активност, када објављује Азбуку, Нову азбуку и Руску књигу за читање, бави се и практичним проблемима васпитања. Трећи период односи се на његов садржајан рад до краја живота, када прелази на позиције религиозног мистицизма, па и питања васпитања третира у духу религиозног мистичког схватања света.
Практичан рад Толстоја почиње 1859. године, када је у Јасној Пољани отворио своју прву школу, а Русија добија прву школу за децу сељака (кметова) у Толстојевој кући. Жеља за проучавањем образовања одводи Толстоја на пут по Европи (Немачка, Енглеска, Француска), где се упознаје са организацијом школства, са историјом педагогије и најпознатијим педагозима практичарима. Обилазећи школе од којих је одређен број био отворен за сву децу, више је упознао мане него предности школског образовања. У учионицама је владао страх, ауторитет учитеља се заснивао на заплашивању, физичка кажњавања су била редовна, а градиво је било потпуно одвојено од живота и стварних потреба оних који уче.
На основу стечених запажања израдио је критику тих школа, чија је суштина да школа не брине о природи детета, да га жели пасивизирати, заплашити и тако њиме безбрижније владати. О томе је Толстој писао у свом педагошком часопису Јасна Пољана, који је почео да издаје 1861. године. Толстој долази до закључка да образовање мора да буде усклађено са животним искуством људи и да се развија у оквирима живота, па такав принцип примењује у раду се децом из Јасне Пољане. У овој школи, у којој је владала слобода и жеља за знањем која није наметнута, учитељи су били студенти из Москве али и сам велики Толстој. Разуме се да је Толстојева активност изазвала неповерење власти, па је после полицијске рације 1862. године школа у Јасној Пољани престала с радом, да би рад наставила тек 70-их година.
Педагошки погледи Толстоја јављају се као протест и оптужба против тадашњег бирократског образовног и васпитног система и против „принудне школе“, како назива школе на Западу. Његово залагање усмерено је ка школи која ће мотивисати децу за већим знањем, која ће развијати љубав према животу, односно присталица је теорије слободног васпитања. Изузетно негативан став према васпитању, коме у почетку није придавао никакав животни смисао, Толстој образлаже чињеницом како државна школа унапред одређује у чему ће поучавати своје ученике и како ће поступати са децом. У његовој школи деца су у учионицама могла да седе како год желе, а часове су често имали у природи окружени дивним пејзажима. Није постојао строго одређен план рада и распоред па су деца могла да оду кући када год пожеле, али су ипак често остајала дуго тражећи још знања због начина на који су им их учитељи преносили. Личност ученика је била поштована и учитељима је увек било најважније шта деца желе да науче и шта им је потребно, а домаћих задатака није било јер су децу кметова код куће чекали тешки послови. Родитељи су у почетку били противници школе у којој учитељи не туку децу јер су сматрали да тако ништа неће научити, али су могли децу да испишу из школе ако желе. Међутим победило је задовољство које су деца осећала у школи у којој је увек владала слобода али никада анархија. Часови су се састојали од великог броја експеримената и изучавања природе на лицу места. Деца сељака су први пут учила математику, географију, цртање, певање и историју коју им је Толстој причао као бајку. Осим тога, у овој школи су успешно спајана знања из природних наука и религије, стицала су се знања о народним умотворинама и руској традицији, а нагласак је наравно био на књижевности. У овој школи учење никада није било обавеза јер је учитељ Толстој сматрао да ако је знање добро, жеља за њим ће настати природно као глад. Тако је и било. Његови ученици су увек били гладни нових сазнања и прича.
Бојећи се било каквог шаблона Толстој одлази у другу крајност у јаснопољанској школи. Школу је организовао без наставног плана и распореда часова, без обавезе да ученици редовно посећују наставу и без обавезе да науче лекције. Али је зато од учитеља захтевао да добрим приповедањем код деце побуђују интересовање за наставу. Његова школа била је супротстављена формалистичкој старој школи.
Његова теорија слободног васпитања, коју је преузео од Русоа, довела га је до одвајања васпитања и образовања, са објашњењем да је васпитање принудно утицање на другог човека и да оно квари, а не поправља човека. Непосредно пред крај свог живота напустио је овакав став и признао неодрживост теорије слободног васпитања. Њене позитивне стране су биле свакако индивидуално поступање са децом, љубав и поштовање, упознавање и развијање личности детета. Данас, после 150 година, Толстојев начин рада и списи о педагогији признати су као значајан допринос развоју образовања и рада са децом.

## Смрт
Верује се да је Толстој умро од запаљења плућа у Астапову, на железничкој станици 1910. године, након што је усред зимске ноћи напустио дом. Имао је 82 године. Дуго је боловао, па су бригу о њему преузеле супруга и кћерке. На место смрти одмах су дошли лекари, дајући му инјекције морфија. Полиција је покушала да ограничи приступ посмртној церемонији, али хиљаде сељака је било у колони на његовој сахрани. Неки су, додуше, знали само да је „неки аристократа преминуо“. Тако се испоставило да нису довољно знали о животу и делу овог руског реалисте.

## Дела
Романи и новеле
- Детињство (рус. Детство; 1852)
- Дечаштво (рус. Отрочество; 1854)
- Младост (рус. Юность; 1856)
- Породична срећа (новела, 1859)
- Козаци (рус. Казаки; 1863)
- Рат и мир (рус. Война и мир; 1865–1869)
- Ана Карењина (рус. Анна Каренина; 1875–77)
- Смрт Ивана Иљича (рус. Смерть Ивана Ильича; 1887)
- Кројцерова соната (рус. Крейцерова соната; 1889)
- Васкрсење (рус. Воскресение; 1899)
- Хаџи - Мурат (рус. Хаджи-Мурат; написано 1896–1904, издано 1912)

Кратке приче
- Упад (1852)
- Севастопољске приче (рус. Севастопольские рассказы; 1855–56)
- Иван глупак: Изгубљена прилика (1863)
- Поликушка (1863)
- Кавсаски заробљеник (рус. Кавказский пленник; 1872)
- Путник: Прича једног коња (1864, 1886)
- Колико је човеку потербно земље? (рус. Много ли человеку земли нужно; 1886)
- Козак и радник (1895)
- Отац Сергеј (рус. Отец Сергий; (1898)

Комади
- Царство мрака (рус. Власть тьмы; (трагедија, 1886)
- Воће просвећења (комедија, 1889)
- Живи леш (рус. Живой труп (1900)

Научна дела и полемике
- Исповед (Исповедь; 1882)
- У шта верујем (и под називом Моја вера) (рус. В чём моя вера; 1884)
- What Is to Be Done? (1886)
- Царство Божје у теби (рус. Царство Божие внутри вас; 1894)
- Јеванђеље у писмима (1896)
- Шта је уметност? (1897)
- Закони љубави и насиља; 1940

## Галерија
- Толстој са породицом 1887.
- Толстој на Совјетском новцу
- Дневник Лава Николајевича Толстоја
- Фотографија из 1862.
- Толстој кроз различита животна доба
- Споменик у Москви
- Руска поштанска маркица 1978.
- Лав Толстој, портрет Иван Крамској, 1873.
- Портрет из 1901.
- Лав Толстој у својим касним годинама на почетку 20. века
- Толстој у свом кабинету 1908.
- Толстојева кућа, данас музеј, који садржи око 22.000 његових књига
- Програм вечери посвећене Лаву Толстоју у Коларцу 1935. године